# Beatrice Eli
Beatrice Eli (* 9. Januar 1987 in Stockholm) ist eine schwedische Popsängerin.

## Leben
Eli wuchs im Stockholmer Stadtteil Farsta auf. Im Alter von 15 Jahren begann sie, Lieder zu schreiben. Sie schämte sich für ihre ersten musikalischen Versuche, begann aber später, Musik auf Myspace hochzuladen. Ein britischer Talentscout entdeckte ihre Musik, was zum Beginn ihrer Karriere führte. 2012 veröffentlichte sie mit It's over ihre erste EP. Diese erste Veröffentlichung führte zu einer Zusammenarbeit mit der Produzentin Saska Becker und dem Songwriter Daniel Lesinsky.
Ihr erstes Album Die Another Day erschien 2014. Das Album ist nach dem Film James Bond 007 – Stirb an einem anderen Tag benannt. Am Erscheinungstages des Albums erhielt sie das mit 25.000 Kronen dotierte Stipendium des Jahres des schwedischen Dachverbandes der Musikvertriebe (Musikförläggarna). Im gleichen Jahr war sie Sängerin beim Lied Godhet der Rockband Kent auf deren Album Tigerdrottningen.
Beatrice Eli gilt als eine der bekanntesten lesbischen Künstlerinnen Schwedens. Sie ist in einer Beziehung mit der Rapperin Silvana Imam. Die beiden arbeiten künstlerisch zusammen. Unter anderem traten sie 2015 unter dem Namen Vierge Moderne, benannt nach einem Gedicht von Edith Södergran, gemeinsam in Göteborg auf.

## Diskografie

### Alben
- Die Another Day (2014; Razzia)

### Singles und EPs
- It's Over (2012; Razzia)
- Girls (2014)
- Moment of Clarity (2014)
- Trust Issues (2015)